# Márlon Múcio
Márlon Múcio Corrêa Silveira, mais conhecido como Padre Márlon Múcio (Carmo da Mata, 9 de abril de 1973) é um padre brasileiro. Em 2000, ordenou-se padre na Diocese de Taubaté, onde mora até hoje.
Em 2002, fundou a Comunidade Missão Sede Santos
Em 2010, a Câmara de Taubaté deu a Márlon a Comenda Jacques Félix.
Em 2019, Márlon Múcio descobriu que tem Deficiência do Transportador de Riboflavina (RTD), uma doença rara, e desde então toma 281 comprimidos por dia para se manter vivo.
Em 2023, abriu a Casa de Saúde Nossa Senhora dos Raros, em Taubaté, o primeiro hospital gratuito do Brasil pra doenças raras.
A história dele foi contada no documentário "Milagre Vivo", lançado em 11 de novembro de 2024. Pouco antes, em maio de 2024, ele foi ao Vaticano e encontrou o Papa Francisco.
Márlon criou a devoção a Nossa Senhora dos Raros, que o bispo de Taubaté, Dom Wilson Luís Angotti Filho, aprovou.
Márlon já disse que "se não fosse a fé católica, eu não estaria vivo" e que "minha doença foi ganhando espaço e a graça de Deus também".